# Pucoalueweh
Pucoalueweh är ett berg i Indonesien.   Det ligger i provinsen Aceh, i den västra delen av landet, 1 800 km nordväst om huvudstaden Jakarta. Toppen på Pucoalueweh är 262 meter över havet.
Terrängen runt Pucoalueweh är kuperad åt sydväst, men åt nordost är den platt.Runt Pucoalueweh är det ganska tätbefolkat, med 96 invånare per kvadratkilometer. Närmaste större samhälle är Sigli, 18,8 km öster om Pucoalueweh. I omgivningarna runt Pucoalueweh växer i huvudsak städsegrön lövskog.